# Тик (древесина)
Тик — древесина тикового дерева, произрастающего в Индии, Бирме, Таиланде, на Суматре и Яве, а также широко культивируемого в других странах.

## Свойства
Светлая заболонь ствола тика бывает шириной от двух до трёх сантиметров. Ядровая древесина от жёлтого до тёмно-коричневого цвета, иногда с тёмными оливково-коричневыми или чёрными полосами. Этот цвет происходит от различной концентрации в древесине таких веществ, как дегидротектол и тектохинон. Такие полосы чаще всего встречаются у тика бирманского происхождения. От места происхождения зависит также содержание в древесине кремния.
На поперечном распиле ствола тика ясно видны кольца, подобные годовым, которых, впрочем, может быть несколько в течение одного года.
Текстура древесины, как правило, прямоволокнистая, свилеватость встречается редко.
Целлюлоза составляет около 43 % древесины, содержание лигнина — 30—39 %. В паренхимах внешней части ядра тика содержится до 5 % каучука. Необычно высокое содержание каучука обуславливает матовый блеск, клейко-масляные и водоотталкивающие свойства, стойкость к кислотам и высокую износоустойчивость древесины.
Ядровая древесина тика очень долговечна. Причиной являются содержащиеся в ней тектол, действующий как фунгицид, и тектохинон, обеспечивающий устойчивость против насекомых (особенно термитов).

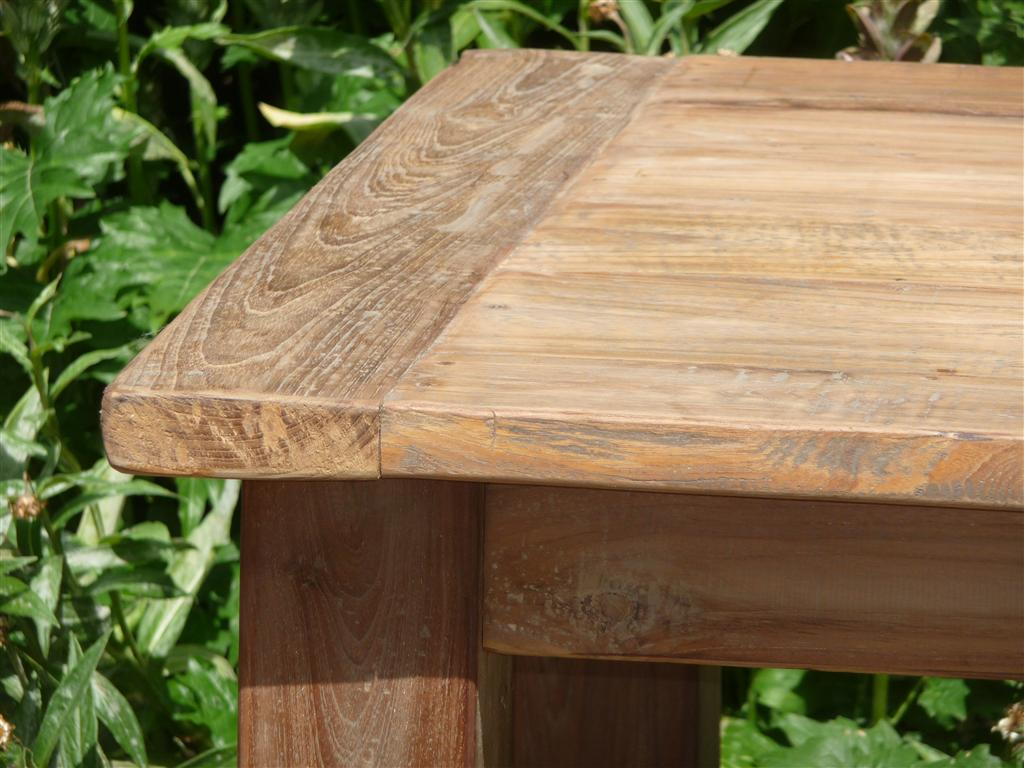
стол из тикового дерева

## Технологические свойства
Древесина обрабатывается легко. Затупляющее действие её на режущие органы варьирует от умеренного до сильного, при обработке остро заточенными режущими кромками получается гладкая поверхность. Хорошо поддается токарной обработке, склеиванию, протравливанию красителями. Достаточно надёжно удерживает гвозди и шурупы. Из древесины тика легко вырабатывается шпон.

## Применение
Древесина тика применяется в судостроении, декоративной отделке интерьеров, мебельном производстве, изготовлении напольных покрытий.
Известно применение древесины тика в вагоностроении, где из неё изготавливали деревянные сплошные центры, получившие наименование «системы Манзеля».